# 台湾卷管螺
台湾卷管螺（学名：Turricula javana）是新腹足目卷管螺科裂唇螺属的一种。主要分布于马来西亚、印度尼西亚、中国大陆、台湾，常栖息在泥沙质海底、潮下带。